# راندل جاريل
راندل جاريل (1914-1965) (بالإنجليزية: Randall Jarrell)‏. شاعر وناقد أمريكي. تنعكس تجاربه التي عاشها في السلاح الجوي الأمريكي خلال الحرب العالمية الثانية (1939 - 1945)، في كتابين من أشعاره الأولى هما الصديق الصغير (1945)؛ الخسائر (1948). وفي قصائده الأخيرة، أفرغ جاريل في قالب مسرحي المعركة الخاسرة حيث رأى الناس كافة وهم يحاربون الزمن، ورأى عالمًا غير مبال. وتبدو أعظم وأبلغ الأعمال المنوعة التي قدمها جاريل ـ في هذا الموضوع ـ في كتاب أشعاره الأخير بعنوان العالم المفقود (1965).
ويعتبر جاريل مترجمًا ممتازًا للشعراء الذين نالوا إعجابه. وكتب في الشعر والعصر (953م) مقالات نقدية قيمة عن الشعراء الأمريكيين مثل: روبرت فروست، ولاس ستيفنز، ووالت وايتمان. وجمعت معظم مقالاته وأعماله النقدية في كبلينج وأودن وشركاه. ونشرت هذه الأعمال في عام 1980 بعد وفاته. ولد جاريل في مدينة ناشفيل بولاية تنيسي.

## السيرة الذاتية

### مرحلة الشباب والتعليم
وُلد جاريل في ناشفيل بولاية تينيسي. التحق بمدرسة هيوم فوغ الثانوية حيث «مارس رياضة التنس وتألق في بعض مسرحيات المدرسة وبدأ مسيرته كناقد في مقالات ساخرة في مجلة مدرسية». حصل على شهادة البكالوريوس من جامعة فاندربيلت عام 1935. أثناء تواجده في فاندربيلت، حرر مجلة الطلاب الفكاهية ذا ماسكريدر، وكان قائد فريق التنس، وألتحق بجمعية فاي بيتا كابا وتخرج بمرتبة الشرف. درس تحت إشراف روبرت بن وارن، الذي نشر نقد جاريل لأول مرة، وآلين تيت، الذي نشر شعر جاريل لأول مرة، وجون كرو رانسوم، الذي منح جاريل أول وظيفة تعليمية له كمرشد للطلاب الجدد في كلية كينيون في غامبير بولاية أوهايو. رغم انخراط جميع أولئك المعلمين من فاندربيلت في حركة الإصلاح الزراعي الجنوبية المحافظة، لم يصبح جاريل زراعيًا. تذكر ستيفاني بيرت «أن جاريل –وهو من أتباع ماركس وأودن– تبنى المواقف الأدبية للمعلمين بينما رفض سياستهم». أكمل تعليمه للحصول درجة الماجستير في اللغة الإنجليزية في فاندربيلت في عام 1937، وبدأ بكتابة أطروحته عن آلفرد إدوارد هاوسمان (أكملها في عام 1939).
عندما ترك رانسوم جامعة فاندربيلت لينتقل إلى كلية كينيون في أوهايو في نفس العام، تبعه العديد من طلابه الأوفياء ومن ضمنهم جيرالد. درّس جاريل اللغة الإنجليزية في كينيون لمدة عامين، ودرب التنس، وعمل عضوًا في هيئة التدريس مقيمًا في عنبر للطلبة الجامعيين والذي أقام فيه بعض الكتاب المستقبليين كروبي ماكولي، وبيتر تايلور، والشاعر روبرت لويل. استمرت صداقة لويل وجاريل حتى وفاة جاريل. وفقًا لكاتب سيرة لويل الذاتية، بول مارياني، «كان جاريل أول شخص من جيل لويل يثير الرعب» بسبب عبقرية جاريل وثقته حتى في سن 23. 

### المسيرة المهنية
مضى جاريل بالتدريس في جامعة تكساس في أوستن من عام 1939 إلى 1942، حيث بدأ بنشر النقد وحيث التقى بزوجته الأولى، ماكي لانغهام. في عام 1942، غادر الجامعة للانضمام إلى القوات الجوية لجيش الولايات المتحدة. ورد في نعيه: «بدأ جندي طيران، ثم أصبح عامل تشغيل في برج ملاحة فلكي، وهو المسمى الوظيفي الذي اعتبره الأكثر شاعرية في القوات الجوية». تتعلق أشعاره الأولى، وخاصة قصيدة وفاة ضابط مدفعية البرج الكروي، بتجاربه في سلاح الجو إبان الحرب.
يمضي نعي جاريل بذكر أنه «انضم لمدة عام إلى كلية ساره لورانس في برونكسفيل، نيويورك بعد تسريحه من الخدمة. خلال فترة عمله في نيويورك، عمل أيضًا محررًا مؤقتًا لمراجعة الكتب في مجلة ذا نيشن.» مع ذلك، شعر جاريل بعدم الارتياح للعيش في المدينة «وزعم أنه يكره حشود نيويورك، وارتفاع تكلفة المعيشة، والاختلاط الاجتماعي الواعي، والافتقار للمساحات الخضراء.» سرعان ما غادر المدينة إلى إلى كلية المرأة في جامعة نورث كارولاينا حيث درّس الشعر الحديث و«الكتابة الإبداعية»، بصفته أستاذًا مشاركًا في اللغة الإنجليزية.
طلق جاريل زوجته الأولى، وتزوج ماري فون شرايدر، وهي شابة التقى بها في مؤتمر الكُتاب الصيفي في كولورادو عام 1952. عاشوا معًا في البداية بينما عمل جيرال في التدريس لفترة في جامعة إلينوي في إربانا-شامبين. استقر الزوجان بعد ذلك مرة أخرى في غرينزبورو ومعهم ابنة ماري من زواجها السابق. انتقل الزوجان مؤقتًا إلى العاصمة واشنطن في عام 1956 عندما عمل جاريل خبيرًا استشاريًا في الشعر في مكتبة الكونغرس (وهو منصب أصبح يُلقّب لاحقًا بـ«شاعر البلاط») لمدة عامين، وعاد إلى غرينزبورو وجامعة نورث كارولاينا بعد انتهاء فترة عمله.

## وصلات خارجية
- راندل جاريل على موقع الموسوعة البريطانية (الإنجليزية)
- راندل جاريل على موقع ميوزك برينز (الإنجليزية)
- راندل جاريل على موقع قاعدة بيانات برودواي على الإنترنت (الإنجليزية)
- راندل جاريل على موقع إن إن دي بي (الإنجليزية)

- الموسوعة العربية العالمية